# Deine Zeit läuft ab, Killer
Deine Zeit läuft ab, Killer (Original: Días contados) ist ein preisgekröntes spanisches Drama aus dem Jahre 1994. Inszeniert wurde der Film von Imanol Uribe.

## Handlung
Antonio ist ein introvertierter Terrorist der baskischen Separatistengruppe ETA, der nach Madrid reist, um einen Anschlag durchzuführen.
Dort trifft er zwei Kameraden der gleichen Terrorzelle, Carlos und Lourdes, um den Anschlag auf eine Polizeistation zu planen. Ebenso wie Lourdes, mit der Antonio eine komplexe romantische Beziehung unterhält, fragt er sich nach dem Sinn seines Lebens und er hinterfragt sein Leben, das er bis zu diesem Zeitpunkt geführt hat.
Er wohnt in einer Mietwohnung und tarnt sich als Photograph. Dabei verliebt er sich in seine Nachbarin, die naive und drogensüchtige Prostituierte Charo, die dort mit ihrer Kollegin Vanesa lebt. Nachdem Antonio einen Polizisten erschossen hat, verbringt er einige Tage mit ihr in Granada, wo sie seine Liebe erwidert. Für Antonio bietet die Reise auch eine Flucht vor der Verpflichtung gegenüber der ETA. Nachdem Antonios Identität als Terrorist veröffentlicht wurde und nach ihm gefahndet wird, gerät er zunehmend in Bedrängnis. Charo ist schockiert über die wahre Identität Antonios, verrät ihn jedoch nicht. Sie flüchtet sich in den Drogenrausch, um die Realität zu verdrängen. Charos Bekannter Lisardo stellt sich auch noch als Informant heraus und er verrät Antonios Identität an den korrupten Polizisten Rafa.
Antonio platziert eine Autobombe mit 100 Kilo Sprengstoff vor der Polizeistation. Als Charo von der Polizei festgenommen wird, trifft sie in einem Polizeiauto sitzend in unmittelbarer Nähe der Bombe ein. Als Antonio sieht, wie sie in die Polizeistation geführt wird, ist er entsetzt. Aufgrund seiner verzweifelten Liebe und seines selbstzerstörerischen Wesens rennt Antonio in Richtung der Polizeistation und Carlos zündet die Bombe.

## Auszeichnungen
- Festival Internacional de Cine de Donostia-San Sebastián
  - Bester Film
  - Bester Hauptdarsteller: Javier Bardem
- Goya-Filmpreis 1995
  - Bester Film
  - Beste Regie: (Imanol Uribe)
  - Bester Hauptdarsteller: (Carmelo Gómez)
  - Beste Hauptdarstellerin: (Ruth Gabriel) (Nominierung)
  - Bester Nebendarsteller: (Javier Bardem)
  - Beste Nebendarstellerin: (Candela Peña ) (Nominierung)
  - Bester Schnitt: (Teresa Font)
  - Bestes adaptiertes Drehbuch: (Imanol Uribe)
  - Beste Special Effects: (Reyes Abades)
  - Beste Nachwuchsdarstellerin: (Ruth Gabriel) (Nominierung)
  - Beste Nachwuchsdarstellerin: (Candela Peña) (Nominierung)
  - Beste Nachwuchsdarstellerin: (Elvira Mínguez) (Nominierung)
  - Bester Nachwuchsdarsteller: (Pepón Nieto ) (Nominierung)
  - Beste Kamera: (Javier Aguirresarobe ) (Nominierung)
  - Bester Artdirector: Félix Murcia (Nominierung)
  - Beste Produktion: 	Andrés Santana (Nominierung)
  - Bester Ton: Gilles Ortion und John Hayward (Nominierung)
  - Beste Kostüme: Helena Sanchís (Nominierung)
  - Bestes Make-up und bestes Hairstyling: Romana González und Josefa Morales (Nominierung)

Der Film ist mit 19 Nominierungen Rekordhalter, was Nominierungen für den Goya betrifft.